# Thánh bài II
Thánh bài II là một bộ phim hài Hồng Kông đạo diễn bởi Vương Tinh. Đây là phần tiếp theo của phim Thánh bài I.

## Nội dung
Mặc dù thắng được trùm cờ bạc Hồng Kông, song hai chú cháu Tinh né tránh dây dưa với xã hội đen. Không nghề ngỗng, thất nghiệp, công năng đặc dị của Tinh rất thiếu ổn định và gây ra nhiều xui xẻo hơn là đánh bạc. Vốn thần tượng Thần bài, chú cháu Tinh muốn bái sư nhưng cách làm lại quá vụng về nên không có hi vọng.
Sau bộ phim Thần bài, Thần bài Cao Tiến mất đi người vợ Janet nên đã chán ngấy giới xã hội đen, anh quyết định quy ẩn. Tiến truyền thụ toàn bộ những kỹ thuật mình có cho Dao. Dao nối nghiệp Tiến và trở thành "Đỗ Hiệp" lừng danh ở Las Vegas, mặc dù vậy anh vẫn khá eo hẹp về tiền nong. Anh không ngờ rằng đối thủ Trần Kim Thành (đang ngồi tù) có một gã con nuôi tên Sadam đang lên kế hoạch làm ăn phi pháp, trong đó có cả kế hoạch sát hại người thân của Cao Tiến. Để đảm bảo an toàn, Long Ngũ mời em gái của anh (Long Cửu), đang công tác cho FBI, ghé Hồng Kông thăm Dao, đồng thời điều tra các băng nhóm xã hội đen ở đây.
Dao có lịch trình theo Long Ngũ về Hồng Kông làm từ thiện, họ sống ở biệt thự bên sườn đồi, trong nhà gồm có Dao, ông Won (bạn thân Cao Tiến), Long Ngũ (bạn kết nghĩa của Cao Tiến), Long Cửu (em gái Long Ngũ), Hoa (em trai kết nghĩa của Dao). Chú Ba và Tinh đến năn nỉ đòi bái sư, rồi sử dụng công năng đặc dị bày trò khiến gia đình Dao cảm thấy phiền phức, họ mặc kệ Tinh. Tuy nhiên, trong lúc gia đình Dao đi vắng hết, nhóm sát thủ do Sadam cử đến tập kích cố giết bằng được Dao. Sau trận đọ súng khốc liệt, chú Ba bị thương nhẹ, cùng Dao và Tinh chạy thoát. Long Ngũ bị bắt làm con tin.
Dao, Tinh và chú Ba tá túc tạm ở nhà Hoa lánh nạn. Dao nóng lòng muốn cứu Long Ngũ, Tinh dùng công năng đặc dị tìm tung tích Long Ngũ và đoán được kẻ đứng sau vụ mưu sát vừa rồi. Tuy nhiên, Sadam tiếp tục tung ra một cô gái tên Mộng La (vốn là con nợ vay tiền Sadam), có ngoại hình giống hệt Ỷ Mộng (bạn gái Tinh), để gài chú cháu Tinh vào bẫy ly gián. Để có kinh phí cho cuộc đấu lần này, Dao dẫn Tinh đi Ma Cao đánh bạc kiếm vốn rồi về Hồng Kông thách đấu Sadam. Sadam xiết nợ ép Mộng La làm theo kế hoạch để vô hiệu hóa công năng đặc dị của Tinh, và đã thành công. Do không chuẩn bị kỹ lưỡng và không lường trước việc Sadam đe dọa con tin nên Dao và Tinh đã thất bại, chú Ba tiếp tục bị Sadam bắt cóc.
Sadam đạt được mục đích, đã mạo danh chính mình là Đỗ Hiệp - đồ đệ của Thần bài Cao Tiến. Hắn mở Du thuyền Cờ bạc mời giới thượng lưu lên đánh bạc và dùng các máy móc gian lận. Về phía Dao lúc này đã trắng tay, anh vẫn không nản chí, lên thuyền chơi theo cách của con bạc. Anh chơi thắng tiền dần dần và vào các vòng sâu hơn để tìm cách lật tẩy Sadam.
Long Cửu, sau khi bận công tác, nhận nhiệm vụ quay về Hồng Kông lùng bắt băng nhóm Sadam. Long Cửu cùng Tinh lên thuyền giải cứu được Long Ngũ, chú Ba và cả Mộng La khỏi tay bọn người của Sadam. Tinh vào sòng bạc tiếp viện cho Dao lúc bấy giờ đã ăn được hàng chục triệu. Sadam tung ra con bài cuối cùng là Đại Quân, một cao thủ công năng đặc dị, cùng tham gia canh bạc. Nhưng Tinh và Dao đã có kinh nghiệm từ trước nên lập mưu vô hiệu hóa công năng của Đại Quân, toàn thắng trận đấu bạc. Cùng đường, Sadam kêu băng nhóm vào ám toán, nhưng anh em Long Ngũ - Long Cửu đã dàn trận xong và triệt hạ được băng nhóm này. Dao bắt sống Sadam, ép hắn trả lại danh dự cho Đỗ Thần - Đỗ Hiệp.
Với thành tích giúp FBI triệt hạ băng nhóm tội phạm, Long Ngũ được cảnh sát Hồng Kông mời hợp tác. Còn Dao đã được Long Cửu yêu mến. Tinh sau biến cố trên cũng nghĩ ra cách giúp Dao thoát nghèo. Tinh cuối cùng đã được Thần bài nhận làm đệ tử.

## Diễn viên
- Châu Tinh Trì vai Châu Tinh
- Ngô Mạnh Đạt vai Chú Ba